# 미하엘 볼게무트
미하엘 볼게무트(Michael Wolgemut, 1434년~1519년 11월 30일)는 뉘른베르크에서 작업장을 운영했던 독일의 화가이자 판화가이다. 그는 젊은 시절의 알브레히트 뒤러에게 그림을 가르친 것으로 가장 잘 알려져 있다.
예술가로서 볼게무트의 중요성은 그의 개인 작품뿐만 아니라, 1486년에서 1489년 사이에 그의 밑에서 견습 과정을 마친 알브레히트 뒤러를 포함한 많은 조수들이 미술의 다양한 분야를 이끌었던 대규모 작업장의 책임자였다는 사실에도 있다. 그의 아틀리에에서는 대형 제단화와 다른 신성한 그림들이 그려졌고, 또한 복잡한 주제들을 금과 색으로 화려하고 정교하게 조각된 목조 장식대도 제작되었다.
볼게무트는 당시 독일 목판화의 표준을 되살리는 예술가들 중 선두주자였다. 목판화 제작은 워크샵 작업의 큰 부분을 차지했으며, 볼게무트의 디자인에서 블록을 잘라내어 제작되었다. 이 그림들은 주로 뉘른베르크의 여러 출판사에 책 삽화를 공급하기 위해 만들어졌으며, 가장 눈에 띄는 그림들은 별도로 판매되기도 했다. 볼게무트의 목판화는 조각술의 발전에 따라 이전보다 훨씬 더 많은 양감과 음영을 묘사했다. 볼게무트의 제자 뒤러는 볼게무트의 업적을 바탕으로 자신의 역량을 더욱 발전시키고 볼게무트의 위업을 훨씬 뛰어넘었기 때문에 그의 위업은 종종 놓치기 쉽다.
볼게무트의 그림은 플란데런의 영향을 보여주며, 그는 플랑드르(지금의 벨기에와 그 주변 지역)를 돌아다니며 역량을 키웠을 것으로 보인다.

## 생애

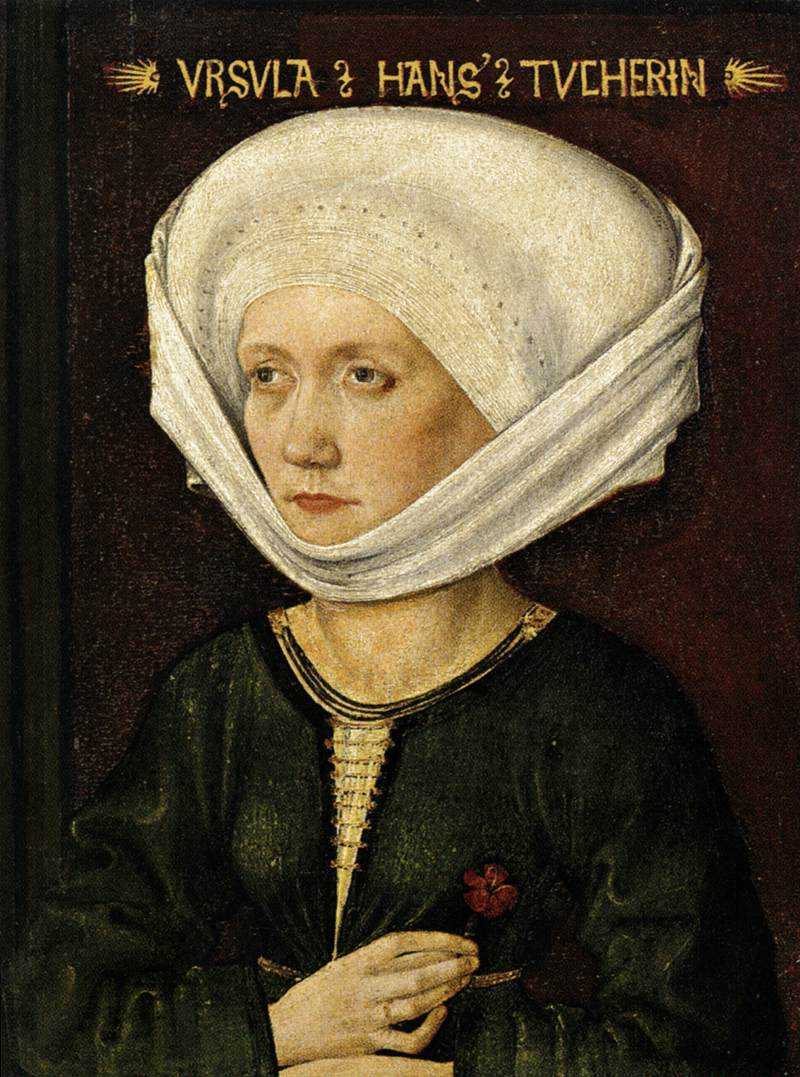
《우르줄라 투허의 초상화》, 목판, 1478년

볼게무트는 그의 아버지 발렌틴 볼게무트(Valentin Wolgemut, 1469년 또는 1470년에 사망)에게서 훈련을 받았으며, 뉘른베르크에서 한스 플라이덴부르프의 조수로 일했던 것으로 추측된다. 그는 1471년 초 뮌헨에서 화가 Gabriel Malesskircher와 함께 작업했다. Malesskircher의 딸이 약혼을 파기했다고 주장하며 계약 위반 혐의로 그녀를 고소했지만 소송에 실패한 후 도시를 떠났다. 그 후 아버지가 돌아가시자 어머니가 관리해 온 뉘른베르크에 있는 아버지가 사용했던 작업장으로 돌아갔다.
1472년에 그는 플라이덴부르프의 과부와 결혼하여 그의 작업장을 이어받았다. 그녀의 아들 빌헬름 플라이덴부르프는 볼게무트의 조수로 일했고 1491년부터는 파트너로 함께 일했다. 일각에선 빌헬름이 볼게무트보다 더 뛰어난 예술가라고 생각하기도 한다. 그러나 빌헬름은 30대였던 1494년 1월에 요절했다. 빌헬름의 작품 세계는 아직 명확하지 않지만, 다양한 매체를 통해 그의 작품으로 추정되는 작품들이 전해지고 있다.
볼게무트는 1519년 뉘른베르크에서 사망했다.

## 목판화

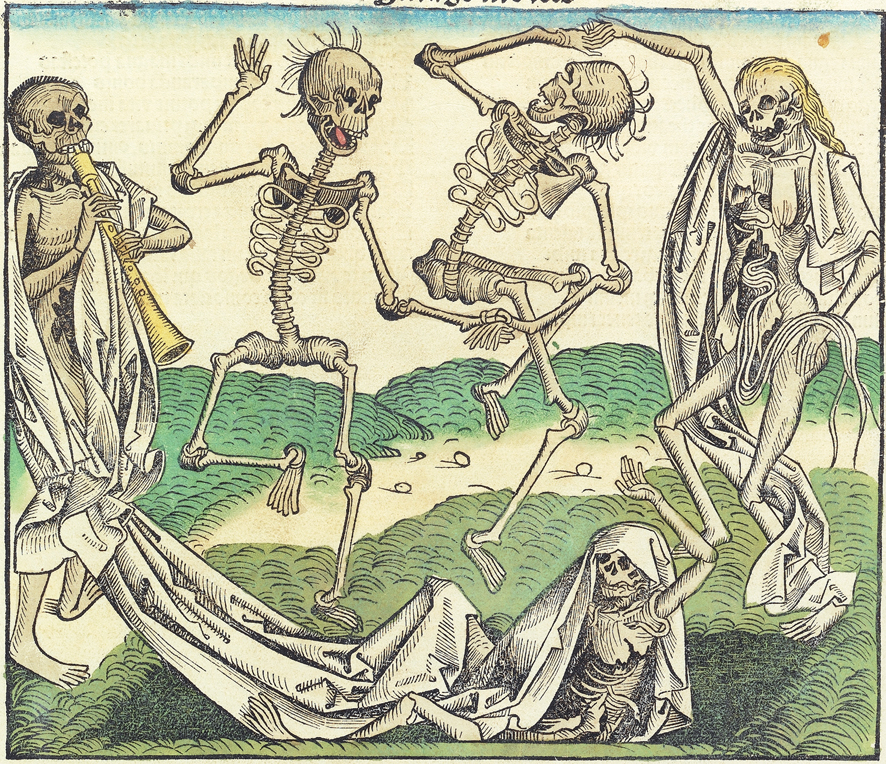
미하엘 볼게무트가 그린 〈죽음의 무도〉(Danse Macabre), 《뉘른베르크 연대기》에 실린 목판화 (f 264r), 1493년

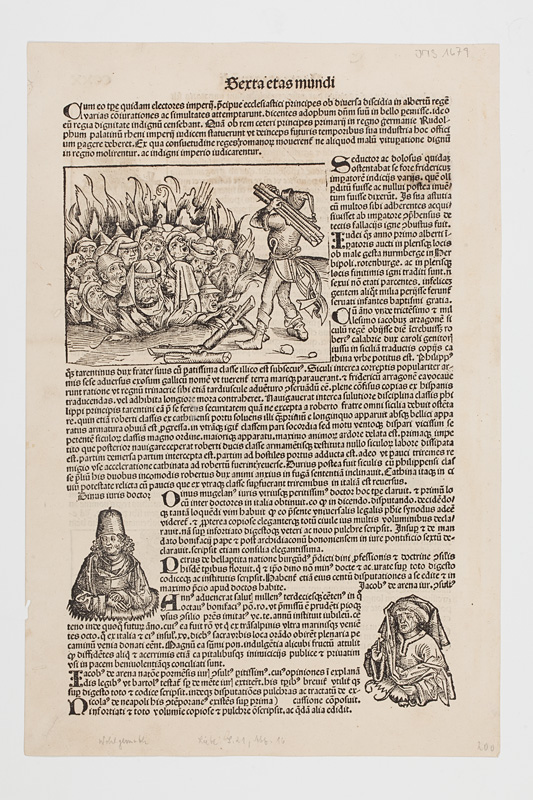
스위스 유대 박물관에 소장된 《셰델셰 벨트크로니크》(Schedelsche Weltchronik)의 한 페이지. 미하엘 볼게무트와 빌헬름 플라이덴부르프의 목판화 〈Der Judenbrand〉가 실려 있다.

볼게무트와 그의 의붓아들 빌헬름 플라이덴부르프는 두 권의 책에 삽입할 삽화를 위해 많은 목판화를 제공했다. 두 권 모두 뒤러의 대부이기도 했던 독일 최대 출판업자인 뉘른베르크의 안톤 코베르거가 인쇄하여 출판했다. 첫 번째 책은 1491년 'Schatzbehalter der wahren Reichthumer des Heils'이고, 다른 하나는 하르트만 셰델의 'Historia mundi' (1493)이다. 'Historia mundi'는 일반적으로 《뉘른베르크 연대기》로 더욱 잘 알려져 있는데, 이 연대기는 내용 자체보다는 1,809개의 생생한 삽화 컬렉션으로 높은 평가를 받고 있다. 볼게무트와 빌헬름 플라이덴부르프는 1487년과 1488년에 처음으로 삽화 의뢰를 받았고, 1491년 12월 29일에 체결된 추가 계약에서는 텍스트와 삽화의 원고 레이아웃을 의뢰받았다. 1492년 추가 만남에서 코베르거는 블록을 안전하게 보관할 수 있는 잠긴 방을 제공해야 한다는 조건이 붙었다. 1490년에 그려진 볼게무트의 정교한 삽화는 현재 대영박물관에 소장 되어있다. 그 당시의 다른 책들과 마찬가지로, 마을, 전투, 왕을 보여주는 목판화 대부분이 책에서 두 번 이상 사용되었고, 텍스트 라벨만 변경되었다. 이 책은 크기가 크고, 약 342x500mm 크기의 두 페이지로 된 목판화가 들어 있다.

## 그림
볼게무트의 가장 오래된 작품으로 알려진 것은 1465년에 제작된 네 개의 패널로 구성된 리테이블로, 현재 뮌헨 미술관에 소장되어 있으며 매우 아름다운 장식 작품이다. 1479년에 그는 츠비카우의 성모 마리아 교회에 있는 높은 제단의 리테이블을 그렸는데, 이 제단은 현재까지 남아 있으며, 볼게무트는 그 작품으로 1,400굴덴이라는 거액을 받았다. 그의 가장 훌륭하고 규모가 큰 작품은 뉘른베르크의 아우구스티노 수도회를 위해 그린 거대한 그림으로, 현재는 박물관으로 옮겨져 있다. 이 그림은 지역적으로 존경받는 성인들의 모습이 담긴 수많은 패널로 구성되어 있다.
1501년에 볼게무트는 고슬라어 시청을 대규모 그림 시리즈로 장식하는 일을 맡았는데, 천장의 그림 중 일부는 패널 그림이고, 벽에 있는 그림 중 일부는 캔버스에 템페라로 얇게 그렸다. 초상화가로서 그는 많은 명성을 누렸으며 그의 초상화 작품 중 일부는 사실적인 생동감과 세밀한 마무리로 큰 찬사를 받고 있다.

독일 외의 다른 국가에서는 볼게무트의 그림이 매우 희귀한데, 영국 리버풀의 왕립연구소에는 대형 제단화의 일부였을 것으로 추정되는 《손을 씻는 빌라도》와 《십자가에서 내려지는 예수》가 소장되어 있다. 볼게무트는 생애 마지막 10년 동안 자신의 손으로 작품을 거의 만들지 못한 것으로 보인다. 그의 마지막 작품 중 하나는 1508년에 제작된 슈바바흐의 리테이블이다.

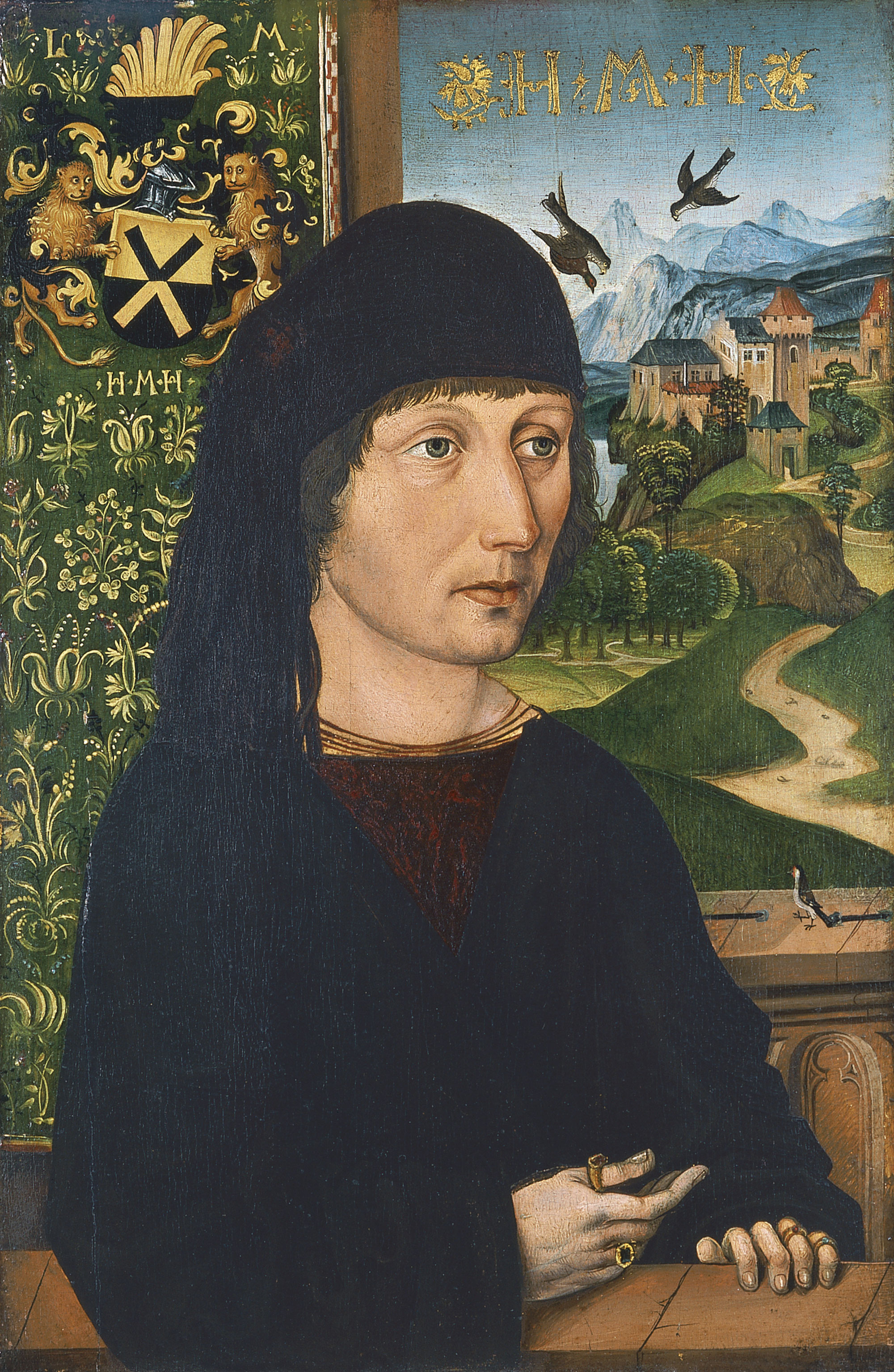
Levinus Memminger의 초상화, 1485년경, 티센보르네미사 미술관
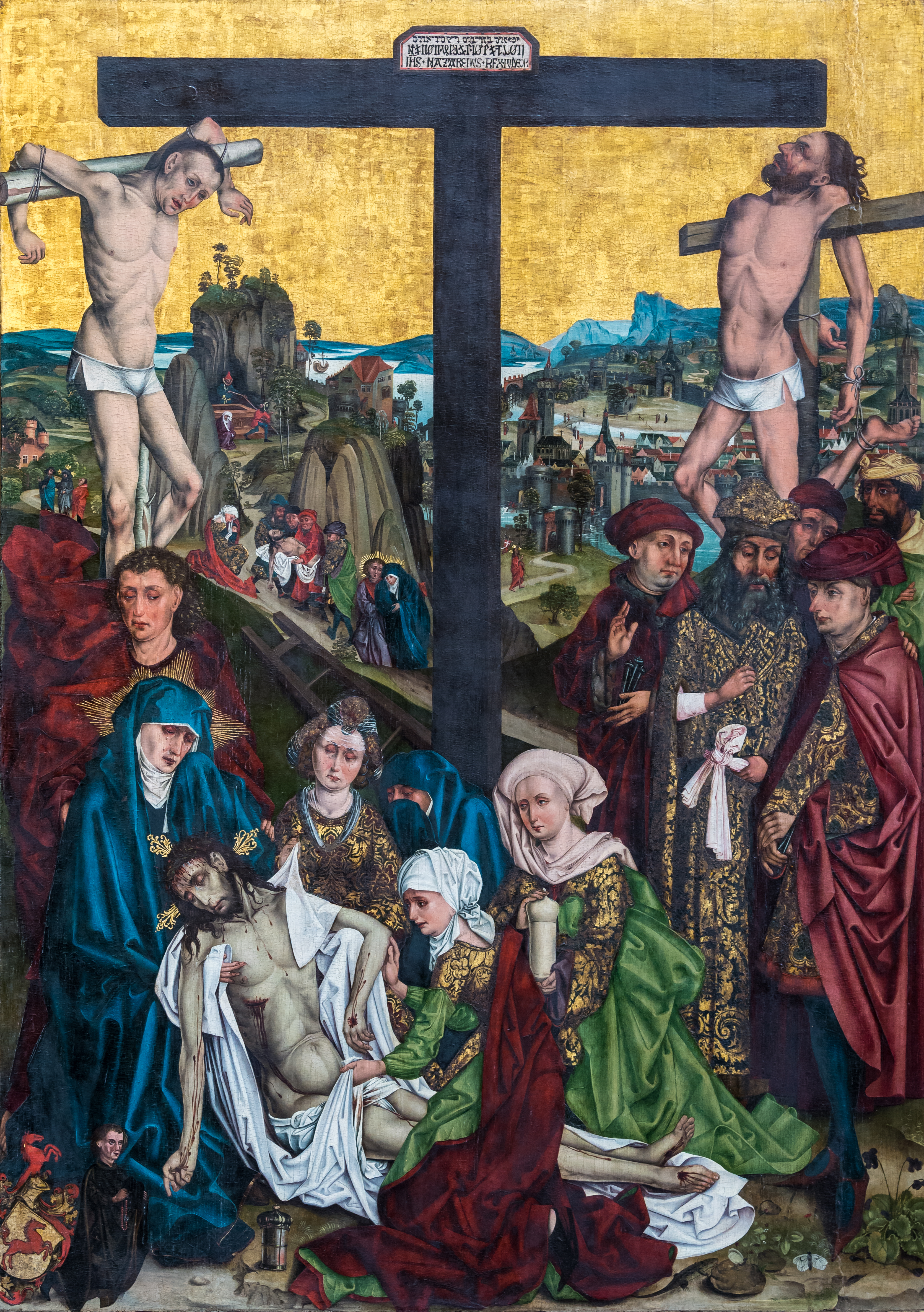
죽은 그리스도에 대한 애도, 1484년, 뉘른베르크 성 로렌스 교회
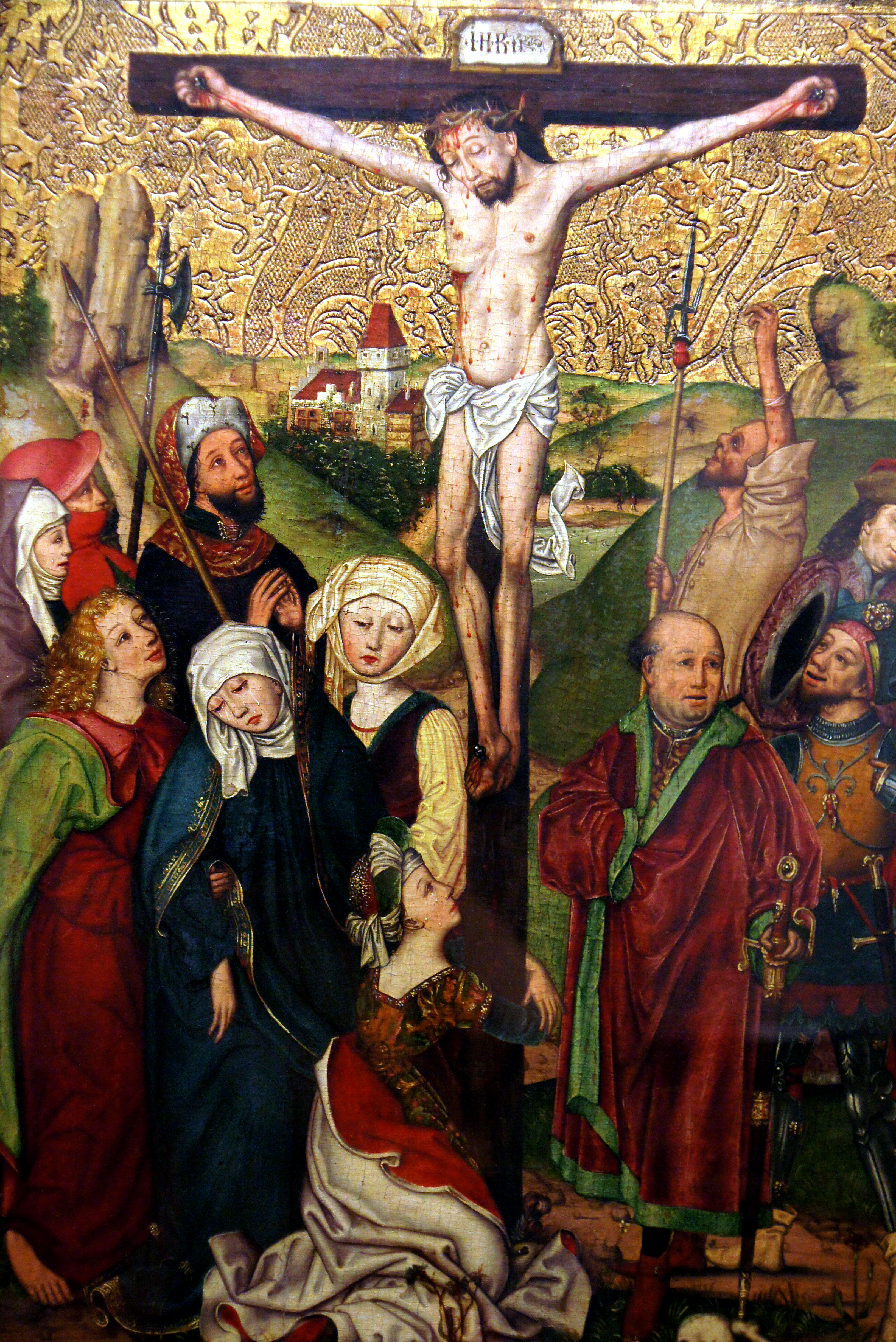
십자가에 못 박힌 그리스도, 1490년경
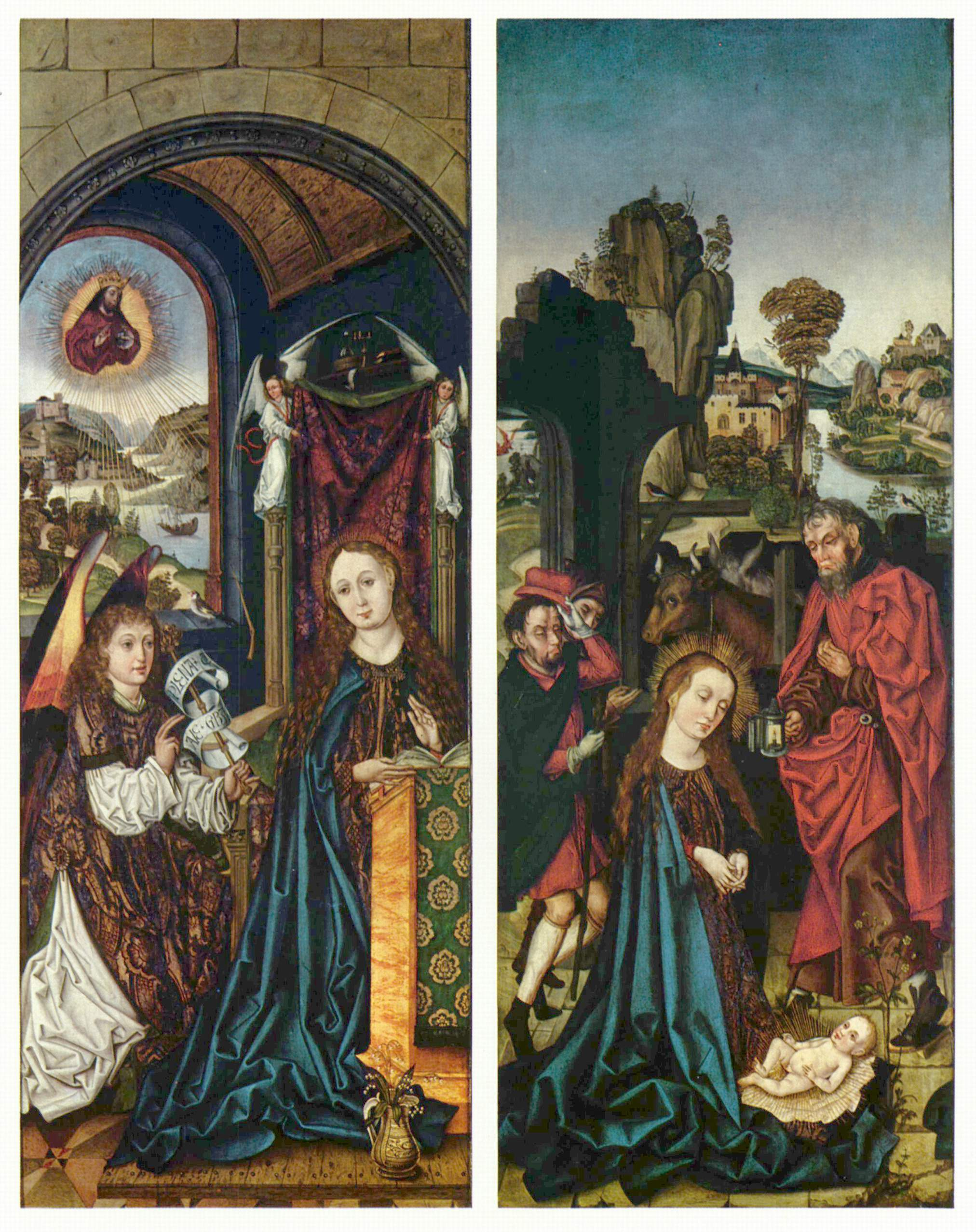
Peringsdörffer 제단, 수태 고지 및 베틀레헴을 묘사한 그림, 1490년경
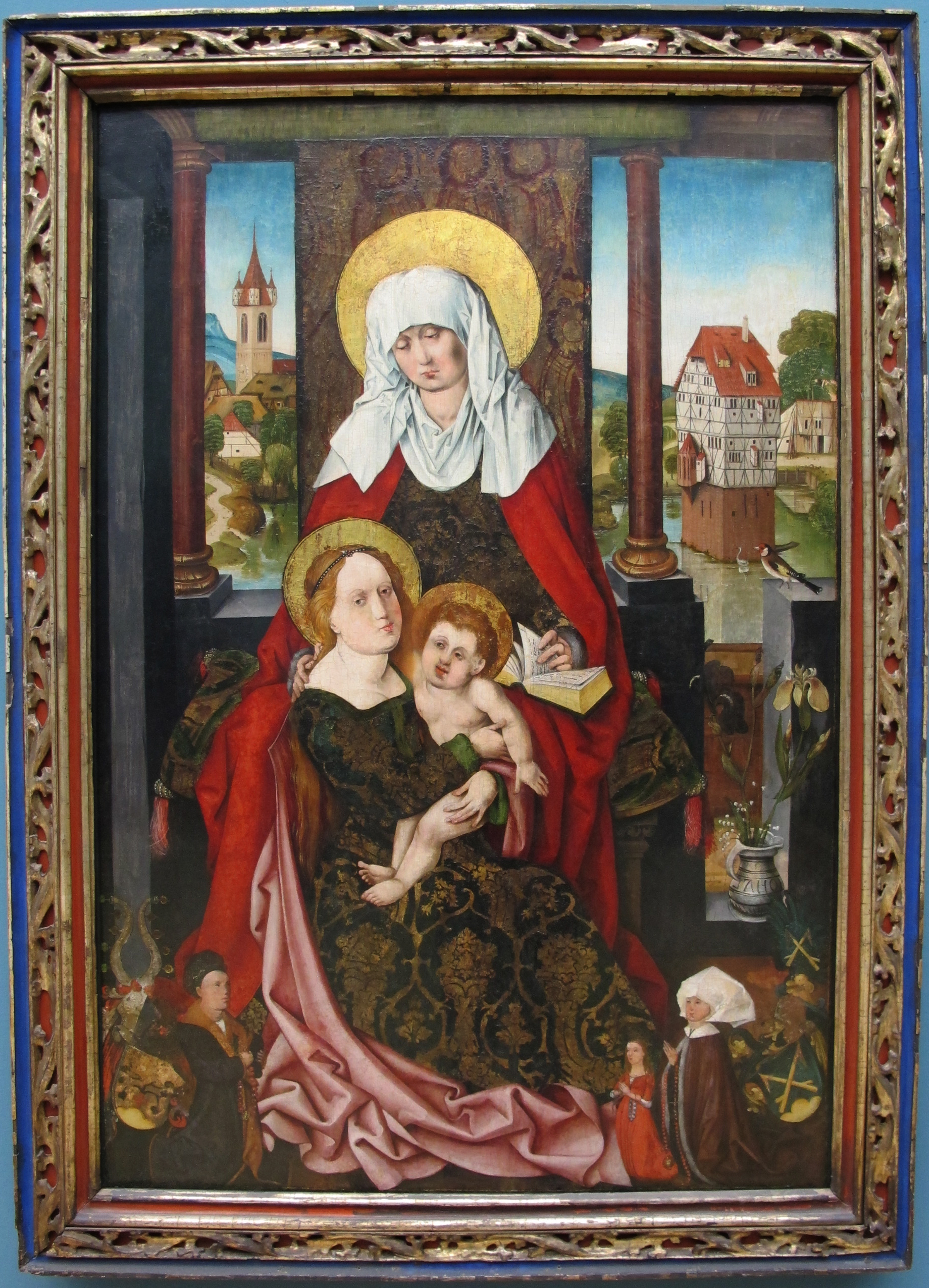
시주들과 함께 있는 성모 마리아와 아기 예수, 1510년, 게르만족 국립박물관
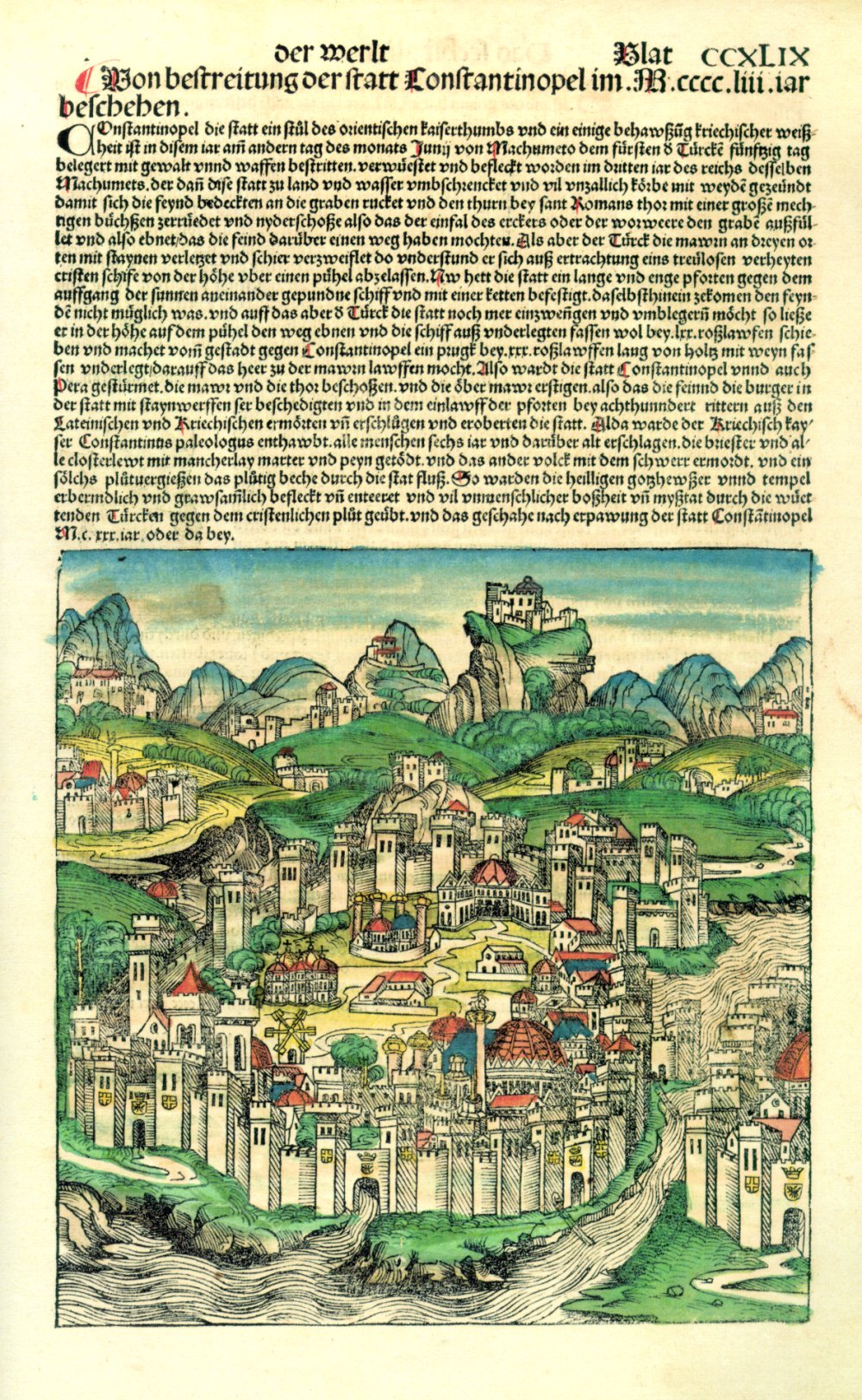
1491년 《뉘른베르크 연대기》에서 콘스탄티노폴리스를 묘사한 페이지. 이 삽화는 볼게무트의 작업장에서 나온 목판화이며 손으로 채색한 것이다.